# Cinema de terror

REC, pel·lícula de terror del català Jaume Balagueró

El cinema de terror és un gènere fílmic que busca causar por i angoixa en l'espectador. Per això mateix també solen anomenar-se "pel·lícules de por" a les obres cinematogràfiques de terror. Els temes principals es poden agrupar en quatre grans blocs:
- els morts que no han mort
- els monstres i criatures fantàstiques
- els éssers humans pertorbats o modificats
- els tirans o persones que excedeixen els seus límits (com per exemple el científic boig)

El cinema de terror sovint juga amb els efectes especials, la creació d'atmosferes inquietants i la música per provocar ensurts o nerviosisme en el públic. El terror pot ser causat pel que es veu a la pantalla (escenes d'assassinats, persecucions, criatures malèfiques) o pel que se suggereix (imaginacions dels protagonistes, qüestionament de la realitat, falses expecatives...).
Les primeres cintes tenien una atmosfera basada en la novel·la gòtica i els relats literaris del Romanticisme. Després es van especialitzar en la filmació de criatures monstruoses, formant sovint sagues on intervenia el misteri i l'acció. El terror ha anat passant a l'àmbit privat, de manera que el que causa més por és justament l'aparença de normalitat de determinades situacions, que mostren a l'espectador que allò que veu a la pantalla podria ser real.
La primera pel·lícula de terror, tot i que no era el que es pretenia, va ser també una de les primeres filmacions de la història. Consistia tan sols en un tren arribant a l'estació, però com que la gent no estava acostumada a veure filmacions de cap tipus, es va pensar que era de veritat i fins i tot molta gent va sortir corrent de la sala.
George Andrew Romero és considerat un revolucionari de les pel·lícules de terror. Amb la seva filmació La nit dels morts vivents, va sorgir la subcultura dels morts vivents (zombis) dins d'aquest gènere.

## Etimologia i definició

### Significat

Scary Movie, exemple de comèdia de terror. Traduïda al català.

El cine de terror és un gènere cinematogràfic que pretén crear por, repulsa i angoixa en l'espectador. Sovint se'l confon erròniament amb el thriler i el film de fantasia. La clau que els diferencia és la noció de sobrenatural. Les pel·lícules de terror volen provocar por mentre que la fantasia pot ser sobrenatural, però és un ambient alegre, feliç i sense voler atemorir el públic.
El terme cinema de terror s'encunya amb la sortida de la pel·lícula Dràcula durant la dècada dels 1930, de la mà d'Universal Studios. Els productors d'aquest estudi empren el mot per promoure'n les pel·lícules i creen així jurisprudència.
Però amb el ròssec del temps, s'ha tornat d'habitud associar el cinema fantàstic amb el cinema de terror i, en aquest àmbit, cal saber que tots dos gèneres són indissociables per a l'engrós de l'espectador. Això no treu que l'objectiu de la pel·lícula de terror és, contràriament a la fantasia, cercar el terror en l'espectadora mitjançant un personatge, una situació psicòtica o immoral.
El cinema de terror té com a objectiu provocar el xoc, no pas la sorpresa o l'admiració. Stephen King a Anatomia del terror diu que aquest tipus de narració no és racional i distingeix tres tipus d'emocions:
- Angoixa, tot s'hi suggereix i es deixa que treballi la imaginació
- Por, reacció natural de terror amb sobresalt
- Repulsa, provoca el disgust

### Subgèneres del cinema de terror
De pel·lícules de terror n'hi ha de diverses formes. Ultra el patró tradicional, des de ben inicialment que s'han trobat gèneres derivats com ara:
- Gòtic clàssic
- Survival horror
- Slasher
- Cinema gore
- Comèdia de terror

## Llenguatge del cinema de terror

### El guió

#### L'espai de la narració
El lloc triat per les pel·lícules de terror és sempre un lloc clos, però a mesura que s'han anat desenvolupant subgèneres, la casa ha estat bescanviada per l'aire lliure, que pot ser un bosc, una ciutat, un país, un continent, etc. Diverses explicacions aclareixen l'escull de l'espai clos. La casa és un lloc privat on hi resideix la població contemporània. Tothom viu a la seva pròpia casa, un apartament, una residència, una granja, un motel, una cabanya o un habitatge comprat. A mesura que aquesta es torna l'escenari de les peripècies, l'espectador s'hi acaba identificant i, per tant, qualsevol violència exercida contra els protagonistes produeix por perquè l'espectadora ja hi ha empatitzat.
Les cases poden aparentar-se dòcils i normals o terrorífiques. Per donar-hi un aspecte esfereïdor l'habitud és de desenvolupar la història en una casa d'arquitectura gòtica. La tria es fa a propòsit segons com el director vulgui aprofundir en l'empatització. Com més normal sigui la casa, més empatia es crea. Fet això, les cases es personifiquen, és a dir, es tornen un personatge més, com si prenguessin vida. A mesura que ens apropem al clímax, la casa es torna una presó d'on no se'n pot sortir. L'angoixa apareix expressament en aquest punt sota efecte de claustrofòbia. L'aparença normalitzadora de la casa vista de fora, no inquieta pas cap veí i, per això, la narradora ja pot començar a maltractar psicològicament l'espectador mitjançant els personatges.
La forma predilecta per personificar la casa és jugar amb el passat i el present. Els antics propietaris haurien viscut quelcom de traumàtic, terrible i gairebé sobrenatural, i es volen fer passar el malestar als nous propietaris, empresonant-los dins la casa, maltractant-los psicològicament i, finalment, matant alguns dels protagonistes, si és que no prefereixen fer-ho progressivament. Ja són morts però es comuniquen de diverses maneres amb els nous propietaris. Una forma de fer-ho és manipular algun dels personatges, posseir-lo per d'aquesta manera procedir a atemorir els altres membres.
Aquesta mena d'esquema compositiu ens trasllada implícitament la idea que per tal d'apagar la foscor cal obligatòriament sacrificar vides humanes. La casa és venjativa i si procedeix a matar-ne els membres, és perquè vol fer pagar els comptes de coses passades.

#### Els personatges de la narració
Establert el lloc de l'acció, calen personatges. Tota pel·lícula de terror en distingeix de dues menes. Segons on ens trobem, a fora o a dins, els personatges canvien. Hi ha els bons, que són el be i on ens hi hem de projectar, i els dolents, que són contra qui lluitem internament, a la nostra psicologia. Totes dues bandes es presenten sempre en grup, mai actuen en solitud.
Existeixen dos tipus de dolents:
- Fantasma
- Un protagonista posseït
- Vampir

A mesura que han anat sorgint més subgèneres de terror, aquests dolents s'han anat ampliant:
- Morts vivents (vampirs o zombis)
- Ocultisme (bruixeria, fantasmes, nens posseïts i dimonis)
- Psicòpates assassins
- Monstres
- Antropomòrfics (homes llop)
  - Creacions humanes (Gremlins, Frankenstein…)
  - Animals (aliens o animals)

Existeixen dues categories de bons per donar vida a les pel·lícules de terror:
- Un grup de joves
- Una parella, normalment una família hetero-normativa

La violència i el nivell de fenomenologia sobrenatural trastoca els personatges. Ja no saben ben bé si allò és producte de la irrealitat, un somni, una bogeria. La trama juga amb les oposicions: amor contra ori, rialla contra por, etc.

#### El temps de la narració
El temps de la narració és fabricat. La nit, però no qualsevol nit. És una nit és el malson. És remarcable que el gros de les pel·lícules del terror s'escenifiquen de nit. La nit atemoreix. Les pel·lícules de terror són d'alguna manera la recreació d'aquests malsons. I, què són els malsons? Res més que les nostres pors fantasiades, portades al seu punt més àlgid. Són el nostre subconscient.
Autors diversos han posat de relleu el vincle entre la defensa i els malsons. “S'atorga al somni oníric funcions adaptadores o reparadores, de protecció de l'ego, que han estat formulades mitjançant nombroses hipòtesis […] sorgeix com una defensa necessària contra una monotonia cortical excessiva durant el descans nocturn, fet que propicia una excitació necessitada per al còrtex […] resulta temptador l'extrapolació que interpreta l'espectacle cinemagràfic com si fos una defensa contra la monotonia i la rutina del tarannà” [trad.] (Barthes).

#### La trama de la narració
La narració clàssica és la casa posseïda o amb criatures fantàstiques. L'estat inicial és la presentació de l'espai i els personatges bons. Cau la nit i es presenta el temps. Comencen les peripècies. A mesura que el gènere cinematogràfic ha anat avançant, també ho ha fet la trama. Així cadascú ha determinat les seves lleis per al bon guió. A cada gènere hi ha unes peripècies concretes, però a totes es torna el moment ideal per presentar-hi els personatges dolents. L'estadi final és la mort d'algun dels protagonistes. El be empata amb el mal o simplement guanya el mal.

### Tècniques[4]
El cinema de terror és un gènere molt subjectiu, juga amb les emocions de l'espectador per intentar causar-li por, tensió, incomoditat... per tal d'aconseguir aquestes sensacions és necessari utilitzar les tècniques de muntatge:

#### Infrasò
L'infrasò és una ona acústica de baixa freqüència (20 Hz aproximadament) la seva freqüència és tan baixa que es troba per sota de l'espectre auditiu de l'oïda humana. Però, tot i que no tenim la capacitat per captar el so a través de l'oïda, sí que tenim la capacitat de sentir-lo, percebre'l, i pot arribar a causar reaccions físiques naturals. És per això que el gènere de terror ha adoptat aquesta tècnica, ja que li permet manipular les sensacions de l'espectador de manera pràcticament imperceptible. Un exemple de pel·lícules de terror que utilitzen aquesta tècnica seria la saga Paranormal Activity de Oren Peli. En les seves pel·lícules Peli utilitzà una barreja d'un so de baixa freqüència, un infrasò, i el va barrejar amb un soroll de fons. Amb aquesta tècnica aconseguia que l'espectador no veiés ni observés res fora de lloc i, tot i així, es mantingués en un estat de tensió continua.

#### Imatges subliminals
Les imatges subliminals tenen un ús semblant al de l'infrasò. Aquestes imatges solen utilitzar-se per manipular a l'espectador sense que aquest arribi a percebre la seva presència. Solen aparèixer en un pla secundari o en una velocitat en què l'ull l'observa de manera tan fugaç que ni tan sols ens adonem de la seva presència. Un exemple de pel·lícula de terror en què es va utilitzar aquesta tècnica va ser El Exorcista de William Friedkin. Fredkin va introduir imatges del Capità Howdy, un dels dimonis que habita el cos de Regan, però aquestes imatges només apareixien per una vuitena part de segon i, per tant, els espectadors no s'adonaven que estaven percebent aquestes imatges.

#### Canvis sobtats de color
Habitualment les pel·lícules han de mantenir una paleta de colors bastant neutral, que segueixi un ordre normal i no quedin fora de lloc. Però, en el gènere de terror, tots els aspectes tècnics (so, color, composició...) queden a lliure ús del director/a. Els colors són un altre aspecte que influeix en les sensacions humanes i, per tant, un ús aleatori o fora del comú d'aquests podria influir severament en l'espectador. En una pel·lícula de terror dirigida per Julia Ducournau, Crudo, s'utilitza aquesta tècnica. Ducournau fa un ús liberal dels canvis de color i redefineix el seu ús. En una escena on el color vermell està molt present, la directora no es limita a utilitzar una paleta de vermells neutres, sinó que utilitza vermells i roses molt estrambòtics. En una escena diferent, la directora crea una col·lecció surrealista de fotogrames en barrejar uns tons blaus i grocs determinats, es diu que aquesta combinació de colors va provocar marejos entre el públic.

#### Llargues preses
Aquesta és una de les tècniques més recurrents en el cinema de terror i que podem observar en pràcticament qualsevol obra de terror o suspens. El director/a juga amb el temps, amb la prolongació de l'escena, pretén que l'espectador s'identifiqui amb el personatge i que, com ell, esperi amb tensió i silenci absolut a l'espera d'algun fet fora del normal. En molts casos aquesta tècnica ja és coneguda pels espectadors i alguns directors/es juguen amb això. Creen un alt moment de tensió en què l'espectador sap que passarà alguna cosa, però sembla que el fet paranormal no arriba i l'espectador torna a baixar les defenses, és en aquest moment quan sol haver-hi un canvi de pla i té lloc el fet que l'espectador ja pensava que no passaria. Aquesta tècnica que juga amb la duració i la tensió generada per les llargues preses es pot observar en moltes pel·lícules de terror, un exemple seria la pel·lícula Sinister de Scott Derrickson. En una escena veiem un dels personatges principals passejant per dins la casa buscant algun fet fora del normal i, sense que aquest ho sàpiga, l'espectador veu presències paranormals al voltant seu i roman a l'espera dels fets al llarg d'una llarga escena sense talls.

#### Plans i patrons del cinema de terror
Al llarg de la història del gènere de terror s'han pogut detectar una sèrie de plans i patrons que es repeteixen des del cinema de terror clàssic fins a l'actualitat. Els plans més utilitzats per les pel·lícules de terror són:
- Pla general: Permet una visió general de l'escena (l'espai on es desenvoluparà l'acció)
- Pla ombrívol: Juga amb la il·luminació de l'escena, es percep el perill però no es veu amb claredat.
- Primer pla: Permet captar a la perfecció les faccions del personatge (mostra les seves emocions: por, tensió...)
- Pla primeríssim: Primer pla portat a l'extrem (sol indicar una escena de perill immediat, una escena de lluita, un personatge amagat a punt de ser descobert...)
- Pla picat: Permet veure una visió de dalt a baix (un exemple seria l'escena d'un assassí observant de peu la víctima que està a terra ferida i a la qual està a punt de matar)
- Pla contrapicat: Permet una visió de baix a dalt (un exemple seria l'escena esmentada pel pla picat però des del punt de vista de la víctima a punt de ser assassinada mirant al seu assassí)
- Pla subjectiu: Permet veure una visió subjectiva del personatge (l'espectador veu a través dels ulls del personatge, com si fos el propi personatge)
- Pla en moviment: La càmera acompanya al personatge en el seu desplaçament, permet jugar amb el temps de les llargues preses esmentades anteriorment (l'espectador es posa a la pell del personatge).

## Sociologia del cinema de terror

### Expressió del final d'un cicle econòmic
El cinema de terror ha tingut els seus punts àgils amb les crisis econòmiques del món capitalista. És així perquè ens parlen sobre la societat mateixa. Per exemple, les pel·lícules amb zombis són el reflex o l'evidència del fracàs del sistema econòmic. Instauren una trama de supervivència perquè el món s'hauria tornat un caos. L'ordre hauria desaparegut i només queda com a màxima opció, fugir i sobreviure, per tornar-ho a reconstruir tot. Les crisis econòmiques enfonsen ben sovint el sistema institucional i són provocadores de revoltes, sollevaments i revolucions. D'aquí que les pel·lícules de terror tinguin èxit durant les crisis econòmiques. Les pel·lícules de zombis anivellen tothom perquè tothom, rics i pobres, lliuten per sobreviure.

### El boc espiatori
Una alternativa a les pel·lícules de zombis són les de vampirs. Durant l'entre-guerres van servir per designar un boc espiatori per a les desgràcies que patia la població estatunidenca arran de la Gran Depressió. Per això mateix els vampirs es presentaven amb un accent estranger, normalment en alemany, cosa que ens indica la situació política de l'època. La paraula mateixa /vampir/ hauria aparegut al segle xviii al conte de Peter Plogojowitz. Seria una llatinització del seu equivalent serbocroat /vampyri/. Aleshores la temàtica dels vampirs pren força, sobretot durant les guerres entre l'Imperi austríac i otomà del segle xix. S'ha mirat, però, de trobar una explicació científica al sorgiment d'aquests personatges ficticis. Seria probablement el fruït del trauma de veure descompondre el cadàver, d'enterraments de persones vives per error o malalties com la ràbia.
El boc espiatori es pot trobar igualment en altres tipus de personatges. És l'objectiu de les pel·lícules amb monstres. N'hi ha de totes menes. Aliens vinguts de fora i que envaeixen el país per destruir-ho tot i matar, o animals gegantescos com ara King Kong, que ho destrueixen tot al seu passatge i aprofitant l'avinentesa s'enduen vides innocents.

### Misogínia sistèmica
L'home llop és amb tot això quelcom de diferent. Juga amb l'obscurantisme. Es tracta d'un personatge que ha estat encantat i a contracor es converteix en llop quan toca l'hora de veure la Lluna lluir-se a mitja nit. Els encanteris són l'ingredient base de tota pel·lícula amb bruixes o dimonis. Posseeixen els protagonistes de la pel·lícula. Perden l'autocontrol i es tornen assassins en sèrie.
Una bruixa com a protagonista ens parla d'una societat misògena. La bruixa neix al XVIIè i XVIIIè segles de la mà de la Inquisició. Absorbeix les ànimes dels nens i provoca maldat mitjançant el dolor a distància, posseint o encantant la població. En realitat eren dones que no conjugaven amb els dictats de l'Església catòlica i per això foren cremades lentament a la foguera. Les pel·lícules de terror ens presenten unes buixes que tornen sempre per venjar-se d'aquest tracte que varen rebre. La possessió, la pèrdua de l'autocontrol, és quelcom que esfereix la societat. És una metàfora. Representa la malaltia mental, però també la naturalesa del bé i del mal. Oimés, ens parla de com la societat ens veu quan no complim amb els codis comportamentals acceptats.

### Bogeria i malaltia
La venjaça també adquireix formes menys fantasioses al cinema de terror. Les pel·lícules amb un psicòpata són el producte mateix del capitalisme. Els psicòpates s'hi presenten com a personatges normals, gent comú, però que es torna violenta i boja de cop i volta. Vol ser la venjança de la classe obrera. Oprimida i robotitzada pel sistema econòmic i polític. Quan el psicòpata el personifica una nina o un ninot, la bogeria focalitza el seu interès en el consumisme. El capitalisme ens hauria tornat bojos mitjançant els fetitxos. La cosa aparentment més innocent, com la joguina d'un nen, es torna motiu de psicosi. Cauen els mites i el consum és posat al banc de l'acusat.

## Història del cinema de terror
La història del terror comença al final del segle xix en literatura i fa una gira-volta per estrenar-se al cinema mercès a les pel·lícules expressionistes de la dècada dels 1920. Influenciades per la novel·la gòtica anglesa, són els primers exemples d'aquest gènere.

### Els pioners
Es creu que la primera pel·lícula de terror l'estrena Georges Méliès l'any 1896: Le Manoir du diable no era sonora, sinó en blanc i negre, i cal inserir-la dins els curt metratges amb què el màgic mirava d'impressionar el públic afegint trucatges als seus films. En efecte, la pel·lícula li serveix per inventar els efectes especials d'aparició/desaparició, diferència d'escala i incrustació d'imatges. L'ajuda de George Albert Smith li permet posar a punt els efectes especials. Gaumont, a la dècada dels 1930, coneix l'èxit amb Fantômas i Les Vampires de Louis Feuillade.
França és en aquest període la potència del cinema. Produeix les primeres pel·lícules de tota mena. És l'indret en què el cinema evoluciona, fins i tot on s'hi acaba inventant bona part dels instruments amb què avui podem gaudir del cinema. Així neixen pel·lícules com ara Le squelette joyeux, Le Diable au couvant, La caverne maudite, La nuit terrible, L'auberge ensorcelée, Le papillon fantastique, etc.
D'entre els primers també hi ha noms femenins. La francesa Alice Guy estrena uns tres films de terror, el més destacat dels quals és Faust et Méphitosphélès. El castellà Segundo de Chomón, d'altra banda, contribuei al gènere amb La casa encantada. Es trasllada a Barcelona per introduir-se en el nou ofici del segle xx. La capital catalana és aleshores el centre de bullició del primer cinema fet a la Península ibèrica.
Als Estats Units també hi trobem prioners. És el cas d'en George Albert Smith amb The X-Ray Friend o Photographing a Ghost. Al Japó a tocar els Estats Units també hi emergeixen les primeres pel·lícules de teror. Per exemple, Shinin No Sosei o Bake Jizo d'Ejiro Hatta.

### L'edat d'or dels monstres
És amb el cinema expressionista alemany que el gènere ateny el gros del públic i s'inicia el primer període d'èxit, que dura aproximadament una dècada, la dels 1930. L'any 1928 la pel·lícula The Terror de la Warner Bros fa la primera passa. És la primera que fa servir el so. Pels mateixos vols surt la pel·lícula sueca Körkarlen (1921), la danesa Häxan (1922), la francesa La chute de la maison Usher (1928) i la italiana Il monstro di Frankeinstein (1921). És a Alemanya que l'expressionisme hi estrena el millor cinema de terror durant els anys 1920. Per exemple, Der mude Tod, Nosferatu eine Shymphonie des Grauens, Faust, Vampyr, etc.
Les primeres pel·lícules dels 1930 són de Robert Wiene i Friederich Wilhelm Murmau: El Cabinet del Doctor Caligari i Nosferatu el vampir. L'ambient particularment mòrbid del film i l'actuació de Max Schreck impressionen el públic i molts directors de cinema. Hollywood porta el gènere a un primer apogeu mercès a Universal Monsters. És una expressió amb què es designa el seguit de pel·lícules de terror que Universal Studios estrena entre l'any 1930 i 1950. Es destaca Dracula de Tod Browning, Frankenstein de James Whale, La Mòmia de Karl Freund, L'home llop de George Waggner, L'home invisible de James Whale o El fantasma de l'òpera de Rupert Julian. Els Universal Monsters reprenen en aquest període la temàtica del fantasma, frankenstein o la mòmia sota diverses salses. Hi domina un discurs racial i patriarcal. El vampir és negre i home.
Universal Studios aconsegueix amb aquestes pel·lícules muntar un monopoli d'on en surten beneficiats actors com ara Bela Lugosi, Lon Chaney i Boris Karloff. La competència estatunidenca de trobar el seu lloc, com ara RKO i el seu èxit King Kong, la Metro Golden Mayer amb Freaks (1932) o la Paramount Pictures amb Dr. Jekyll and Mr. Hyde. És l'Edat Daurada dels Monstres perquè les pel·lícules pitgen sobre el botó dels monstres i dels decorats gòtics. L'èxit de la companyia la porta a voler rodar fins i tot una pel·lícula en castellà, La voluntad del muerto (1930). El rodatge de Dràcula tindrà dret i tot al seu propi tràiler.
El director de cinema més prolífic és Tod Browning. Són pel·lícules extretes de la literatura, marcades per un costat melodramàtic costerut, amb personatges caricaturescos i escenaris que promouen l'èmfasi sobre el suspens i la violència, tot i que l'amor també. Cal contextualitzar-los. Surten durant la Gran Depressió perquè Universal Studios hi veu un bon filó. Jugar amb la depressió i el traumatisme generalitzat que ha provocat la crisi, es torna rendible. Bona part dels directors de cinema són immigrants europeus que fugen de la guerra i la persecussió del feixisme. A Europa el cinema escandinau, més fàcil d'exportar en època de cinema mut, aconsegueix grans fites, sobretot Dinamarca. El Vampir de Carl Theodor Dreyer és destacable, així com el director Benjamin Christensen.

### La crisi del cinema de terror
A la dècada dels 1940 les pel·lícules de monstres deixen de tenir èxit. La Universal Studios continua apostant pel terror però a cada nova pel·lícula ha d'assumir pèrdues. Per aquest motiu mira d'estrenar un gènere alternatiu de terror, la comèdia de terror, que a la dècada dels 1950 tindrà la seva màxima expressió en el duet Abbot i Costello. Diversos factors expliquen aquesta caiguda de les pel·lícules de monstres. En primer lloc la televisió fa la seva gran aparició als Estats Units durant els 1950 i, en segon lloc, el país es declara en Guerra Freda contra la Unió Soviètica. El maccarthysme vol propaganda i Hollywood li n'ofereix. El terror tal com havia existit desapareix. Són substituïdes per la ciència-ficció, sobretot les pel·lícules d'àliens, amb què es pot jugar als boc espiatoris.
És la Hammer Film Productions qui té la brillant idea de combinar horror amb ciència-ficció. És un estudi de cinema anglès que feia pel·lícules de comèdia i espies a la Bray Studios, però que es trobava al límit de l'abisme financer. En aquesta època prova de trobar alguna alternativa. Enregistra historietes per a la ràdio, però la televisió és més cridanera i han de deixar aparcats els estudis de la BBC. És finalment amb la combinació de terror i ciència-ficció que redreça el camí. El gènere de terror canvia del dia a la nit i torna amb molta força durant els 1950. La ciència-ficció passa a vendre els àliens, mutacions radioactives i invasions de tota mena. La primera estrena en ciència-ficció ess diu The Quartermass Xperience (1955). Una colla d'astronautes aterren en una granja per accident mentre tornen de la Lluna. Comença el terror. Època de guerra espacial, la pel·lícula endevina la tecla justa. La seva proesa és haver innovat durant gairebé dues dècades. Demana expressament a l'agència de censura britànica de concedir-li la categoria X. Cap altra productora ho havia fet abans, però la Hammer Films Productions tenia la intenció de vendre carn a la pantalla. És la primera productora que ven pel·lícules de terror amb un contingut apujat de to, en color, sang i fetge, escenes fortes i agressives.
Chrostopher Lee i Peter Cushing, actors per a l'adaptació en color de Frankeinstein de la Hammer, esdevenen estrelles del cinema mentre Terence Fisher multiplica les productors cinematogràfiques en tant que director. S'hi acaba destacant amb La maledicció dels faraons o El gos de Baskerville. La dècada dels 1950 brilla doncs amb una combinació esquisita de ciència-ficció i terror. L'enigma de l'altre món de Christian Nyby o The Invasion of the Body Snatchers de Don Siegel es tornen pamflets anti-comunistes. Són elles! de Gordon Douglas, Gozilla d'Ishirö Honda o The Fly de Kurt Neuman són alguns exemples de pel·lícules de ciència-ficció amb terror.

### Dels estudis de la Hammer al cinema giallo
Les pel·lícules de terror dels 1960 de forma general fan remakes de tot allò que s'havia proposat al públic durant les dues primeres dècades del segle xx. La Hammer continua brillant i arriba al seu apogeu. Introdueix amb la readaptació de Dràcula, el sexe subliminal o explícit a la pantalla, fet que inaugura un prototip més, seguit per nombrosos directors de cinema. La companyia de cinema pren fins i tot davant dels directors, tornant les seves pel·lícules molt característiques. És a dir, la companyia va impregnar cada pel·lícula d'un estil pròpiament Hammer i que s'aplicava a tot director, fos d'on fos.
L'edat daurada de la Hammer s'agapa amb l'aparició d'Alfred Hitchcook. El director de cinema estrena la primera pel·lícula de psicosi, canviant de dalt a baix la percepció que s'havia fet fins llavors del terror. La caiguda de la censura durant els 1970 permet a la Hammer desenvolupar el seu màrqueting. És la primera productora que destina diners i cervells a concebre un bon cartell. Època d'alliberament sexual, també proposa més i més contingut eròtic a les seves pel·lícules. El terror i el sexe mai no es varen vendre tant bé. Però res de tot això va poder amb la competència. L'American International Pictures torna a apostar per la comèdia de terror mentre Warner Bross estrena L'Exorcista, pel·lícula que marca un gran punt i a part dins el terror. Apareixen nous directors amb noves idees com ara George Romero, Tobe Hooper i Daria Argento. La introducció dels zombis per part de Romero confirma l'acte de mort de la Hammer.
Entre els anys 1970 i 1980 surten pel·lícules gores, slashers o surival una mica en sèrie. L'explosió de grans directors és al seu màxim. Sobretot a Itàlia, on el gènere giallo és molt apreciat arreu del món. S'hi destaquen Sergio Martino, Lucio Fulci o Mario Bava. Roman Polanski treu tres pel·lícules de terror durant els 1960 mentre David Cromenberg, John Carpenter, William Friedkin, Herschell Gordon Lewis o Wes Craven es fan un lloc notable. Fins i tot Steve Spielberg s'inicia al gènere del terror.

### El metratge apropiat català
El gènere s'estanca durant els noranta, havent-hi una única pel·lícula destacable, El silenci dels anyells. La crisi del gènere porta a Craven a reinventar la comèdia de terror amb Scary Movie. Universal Pictures per la seva banda treu al mercat la pel·lícula Càsper, la primera que torna el fantasma i la bruixeria en bons, un canvi de rols destinat als xiquets. Però, finalment, és amb El projecte de Blair Witch que el terror torna a insuflar-se d'aire.
A partir de la dècada dels 2000 el cinema de terror aprofundeix en el gore a Austràlia, en el survival als Estats Units, degut a la crisi econòmica del 2008 i a la Guerra de l'Irac. De mica en mica, en paral·lel a Zombies o Saw, directors d'arreu del món arriben a fer-se lloc entre el públic anglosaxó, fet que els permet expandir-se planetàriament.
Els Països Catalans esdevenen un indret de gran producció del terror amb catifa de premis pròpia, el Festival de Sitges. Jaume Balagueró marca la tendència de la dècada dels 2010 amb REC, compost de metratge apropiat, mentre el cinema de terror importa produccions japoneses, alemanyes, franceses o coreanes. S'hi pot destacar Hideo Nakata, Takashi Suimizu i Kiyoshi Kurosawa al Japó, Xavier Palud, Kim Chapiron i Alexandre Bustillo a França, i dins els títols de pel·lícules, Phone, Les dues germanes, Cello, The Wig, Death Bell o The Host a Corea del Sud.
La pel·lícula It del director argentí Andrés Muschietti torna a donar aire als remakes cap al final dels anys 2010.

## El terror arreu del món

### El cinema català
El gènere del terror català s'ha consolidat com a modalitat d'evasió en la indústria de l'audiovisual català en els darrers anys. La contribució de creadors com Jaume Balagueró i Paco Plaza, que han proposat l'articulació d'un imaginari autòcton, ha estat essencial.
Els primers antecedents del cinema de terror català, no tan terrorífic com sinistre i tèrbol, van ser els serials dirigits a principi del segle passat per Alberto Marro, autor de Los misterios de Barcelona (1915) i El beso de la muerte (1917), codigirida per Fructuós Gelabert i Magín Murià. Aquestes iniciatives, però, no van acabar de quallar i per això és complicat parlar d'una història del cinema de terror català, entès com a gènere amb senyals d'identitat pròpies i remarcables tocs de distinció respecte del cinema que es feia a la resta de l'estat.
Els sense nom (1999), primer llargmetratge de Jaume Balagueró, és, doncs, el punt de partida, una mica tardà, d'una poètica autòctona del gènere que no arriba a afirmar-se amb total autoritat fins a l'estrena de la saga REC (2007-09), codirigida per Paco Plaza, en què els escenaris de l'Eixample són reformulats com a territori de l'angoixa i el malson de perfils apocalíptics.
A banda de l'estimulant utilització d'escenaris quotidians i personatges costumistes, les pel·lícules de la saga Rec proposen, amb un to més lúdic que discursiu, una interessant reflexió sobre el xoc entre l'horror i els nous mecanismes de producció i consum audiovisuals. El plantejament estètic també suposa una superació dels perills de l'academicisme o de la impersonalitat del producte concebut per a l'exportació, que assetjava la filmografia de Balagueró i Plaza.
Tant Jaume Balagueró com Paco Plaza pertanyen a una nova generació de directors de l'estat espanyol formats en el consum de cinema espectacle i que acostumen a recordar com a particular experiència iniciàtica i formativa els anys com a espectadors del Festival de Cinema Fantàstic de Sitges, nascut el 1967 i posteriorment rebatejat com a Festival Internacional de Cinema Fantàstic de Catalunya. El certamen de Sitges, que va començar amb plantejaments modestos i que s'ha convertit en la cita més important dedicada a aquesta especialitat dins del panorama europeu i en l'esdeveniment cinematogràfic més important del calendari català de festivals, ha servit per encoratjar, promoure i mantenir viva la flama de l'afició pel gènere al país.
També a Catalunya hi podem trobar el TerrorMolins (Festival de Cinema de Terror de Molins de Rei) fundat l'any 1973.
Quan, a principi dels setanta, el cinema de terror espanyol es va convertir en format propici a la coproducció, una empresa catalana, Profilmes, va assumir la funció de motor del fenomen amb la producció de títols tan destacats com El espanto surge de la tumba (1973), de Carlos Aured; Las garras de Lorelei (1974), d'Amando de Ossorio, o La maldición de la bestia (1975), de Miguel Iglesias.
Alguns directors no especialment compromesos amb al gènere van aportar a la moda del cinema de terror títols heterodoxos i sofisticats en els plantejaments formals: és el cas de Las crueles' (1969) i La novia ensangrentada (1972), de Vicente Aranda, i Ceremonia sangrienta (1973) i No profanar el sueño de los muertos' (1974), de Jordi Grau.
Aranda i Grau van ser membres destacats de l'Escola de Barcelona, moviment generacional amb una aposta estètica per un model cinematogràfic culte i sofisticat, que no excloïa l'assimilació d'estratègies pop, com el joc referencial amb mitologies de gènere. En aquest sentit, destaquen dos radicals treballs de Pere Portabella, Umbracle i Vampir-Cuadecuc (1970), que es van apropar en diferent mesura a territoris limítrofs amb el cinema de terror.
A la primera, l'icònic actor Christopher Lee apareix recitant el poema El corb d'Edgar Allan Poe, mentre que Vampir-Cuadecuc aprofundeix en el rodatge d'El conde Drácul (1970) de Jesús Franco, també protagonitzada per Lee, i proposa un fascinant poema visual sobre el mite i l'artifici.
En un registre completament diferent, equidistant de la vocació de comercialitat i l'afirmació de mirades d'autor, es troba la col·lectiva i episòdica Pastel de sangre (1971), en la qual Francesc Bellmunt i el dibuixant Josep Maria Vallés compartien cartell amb Jaime Chávarri i Emilio Martínez Lázaro. Aquesta pel·lícula és l'aportació més anòmala al corpus del terror espanyol dels setanta.
A banda del fet anecdòtic que Isabel Coixet signés el guió d'una pel·lícula de zombies classificada S –Morbus' (1982), d'Ignasi P. Ferré–, el cinema de terror ha estat objecte d'altres estimulants aproximacions transversals, sovint orientades a forçar les fronteres genèriques: Bilbao (1978), de Bigas Luna; Tras el cristal' (1987), d'Agustí Villaronga; Més enllà de la passió (1986) o La banyera (1989), de Jesús Garay o, fins i tot, Les hores del dia (2003), de Jaime Rosales, podrien pertànyer a aquesta categoria.
La creació l'any 2000 de la marca especialitzada Fantastic Factory, dins del grup empresarial Filmax, porta a Catalunya el model de producció de sèrie B de Brian Yuzna, que convoca un grup de directors nord-americans –entre ells, Jack Sholder i Stuart Gordon– per facturar una sèrie de pel·lícules de plantejaments funcionals orientades a l'exportació. La proposta no arriba a consolidar-se, però Filmax aposta per una nova generació de cineastes espanyols –Balagueró, Plaza, Nacho Cerdà i Christian Molina– que aconsegueix formular una eficaç, rendible i també exportable lectura dels plantejaments del cinema espectacle d'última generació.
Dins d'aquest relleu generacional, però fora de l'àmbit de Filmax, Juan Antonio Bayona, format a l'ESCAC i foguejat en el terreny de la realització de vídeos musicals, aporta al cinema de terror un dels èxits més rellevants, L'orfenat (2007), pel·lícula guardonada amb set premis Goya i set premis Barcelona de cinema que posa al dia els plantejaments conceptuals i estètics de l'horror gòtic, sota la influència evident d'una pel·lícula com Los otros (2001), d'Alejandro Amenábar.
La companyia d'efectes especials DDT, ubicada a Barcelona sota la direcció de David Martí i Montse Ribé, està rere l'excel·lent resolució tècnica de bona part del cinema fantàstic produït a Catalunya els últims anys i ha aconseguit consolidar-se en el panorama internacional: l'any 2006, DDT va obtindre l'Oscar en l'apartat de maquillatge d'El laberinto del fauno (2006) de Guillermo del Toro.

### El cinema castellà
En la història del cinema espanyol existeixen alguns antecedents[9] del fantaterror[4] en l'obra de Segundo de Chomón (1871-1929).[10]Entre la seva producció es troba un bon nombre d'obres dotades de gran fantasia i imaginació poblada per éssers fantàstics, bruixes, diables, fades i realitza tota classe de malabarismes màgics que aconseguia a base de trucs enormement imaginatius.[
Amb posterioritat es poden trobar obres aïllades com La torre de los siete jorobados (1944) d' Edgar Neville (1889-1967). D'altra banda, és la dècada dels 1960 que neixen les primeres pel·lícules amb aquest etiqueta, fantaterror. A l'extensa filmografia de Franco, composta per més de 200 títols,[20]es poden trobar més de 40 exemples de pel·lícules adscrites al gènere. Després de la seva expansió a partir de mitjan dels anys 1970 el gènere progressivament va anar desapareixent encara que sí que es van continuar produint pel·lícules de terror o fantàstiques.
A mitjan anys 90 va haver-hi un ressorgir del cinema fantàstic i de terror gràcies al bon acolliment comercial de Tesis (1996), dirigida per Alejandro Amenábar. A la dècada dels 2000 s'aprecia una nova onada que surt de les fronteres nacionals per tal d'establir-se a fora.

### El cinema alemany
Alemanya és el país fundador del gènere de terror al cinema. És gràcies a l'impressionisme que va sorgint de mica en mica un tipus de pel·lícules diferent que juga amb la por de l'espectador. Durant la primera dècada del segle xx, el cinema alemany té dificultats per existir. A les portes de la Primera Guerra Mundial, el país és la segona potència mundial en cinema, però en realitat no produeix molts pel·lícules. El ventall és escaç i el cinema francès, escandinau i italià són molt més fructífers.
Oskar Messter i Peter Ostermayr són els primers directors de cinema alemany encara que no fan mostra d'una gran originalitat. Cal esperar al final de la guerra per veure un salt de gegant dins les produccions alemanyes. Durant la dècada dels 1920 Alemanya és el focus d'atenció per excel·lència del cinema. L'estrena d'El Cabinet del Doctor Caligari marca tendència, amb un film expressionista, dirigit per Fritz Lang.
L'expressionisme alemany es torna font d'inspiracions per a les promeres pel·lícules de terror. L'alemanya Nosteratu el vampir simbolitza perfectament el tipus de pel·lícules de terror que prenen volada. L'angle, el cercle, el pont, la nit, l'autòmata, et,c tot plegat, característic de les pel·lícules alemanyes, fascina. Durant la dècada dels 1930 Alemanya segueix competint contra els Estats Units però amb un nivell cinematogràfica ja força avançat. El cinema estatunidenc pren inspiració de l'alemany.
El país ha d'esperar a la dècada dels 1970 i 1980 per tornar a ressorgir. Possessió, Joey, La màquina, La casa de l'exorcista, La maledicció de la mòmia, Dràcula contra Frankeinstein o Jack l'Esbudellador en són alguns exemples. El país es col·loca progressivament el capdamunt del gènere. Així a la dècada dels 2000 moltes produccions alemanyes són un èxit a nivell internacional. Exemple d'això Esther, Underwold, One Missed Call, Resident Evil, Deathwatch o The Dark.

### El cinema francès
França és el primer país del món que s'estrena amb pel·lícules de terror. És la primera potència cinematogràfica del món i és igualment el primer país que desenvolupa el mercat del cinema. Aquesta postura privilegiada ha donat grans obres. Així de la primera fase, amb els pioners, Georges Méliès destaca amb escreix. Les seves produccions juguen amb els primers trucatges i pren bona part de la seva narrativa de la literatura occidental.
Els Estats Units li prenen el protagonisme després de la Primera Guerra Mundial. D'ençà, però, el cinema francès ha segut proposant grans produccions. A la dècada dels 1940 destacarien els films de Maurice Tourneur o Geroges Franju. Cap als 1950 i 1960 el terror l'encapçala Henri-Georges Clouzot, Roger Vadim, Georges Franju o Jean Rollin. Durant tota aquesta etapa s'aprecia l'evolució mateixa del cinema. Dels estudis prefabricats a la càmera en mà que surt al carrer a filmar.
Durant els 1970 Claude Molot, Jean Rollin, Joël Séria, Mario Mercier, Juan Luis Bruñuel, Pierre Grunstein, Édouard Molinaro, Michel Lemoine, Éric de Winter, etc, multipliquen els rodatges de terror. El gènere s'expandeix enormement en aquesta dècada a França. S'hi redobla considerablement totes les produccions de terror. Juan Luis Bruñuel i Jean Rollin es tornen els més predilectes del terror a França. Un escenari que persisteix fins al final de la dècada dels vuitanta amb Raphael Delpard, Laurent Boutonnat, Jean Rollin, Jean-Pierre Mocky, Pierre B. Reinhard, Norbert Moulier, etc.
Durant els 1990 el cinema de terror s'atura per bé que és en aquesta dècada que s'estrena la primera pel·lícula dirigida per una dona, Anita Assal. Les produccions en aquest gènere han d'esperar als 2000 per tornar a les grans pantalles. Alguns assoleixen l'èxit internacional. Jean Rollin va perdent de mica en mica el protagonisme davant les noves generacions.

### El cinema llatinoamericà
L'Argentina i Mèxic han estat els dos països llatinoamericans que més han sobresortit en l'àmbit del cinema de terror, per bé que convé no oblidar la contribució del brasiler José Mojica Marins amb À meia noite leva a sua alma (1964), A Estranha Hospedaria dos Prazeres (1976), Inferno carnal (1977), Delírios de um anormal (1978), Exorcismo negro (1974), Encarnação do Demónio (2008), O Despertar da Besta (1970) o Zé do Caixão (1968).
La primera pel·lícula de terror argentina fou Una luz en la ventada (1942) dirigida per Manuel Romero i protagonitzada per Narciso Ibáñez Menta. A Xile les primeres pel·lícules de terror es varen basar en les novel·les de Robert Louis Stevenson. Carlos Hugo Christensen forma part dels directors argintins més destacats mentre que La casa está vacía (1945) o La dama de la muerte (1946) són les pel·lícules destacades.
Durant els 1950 es fan notar Román Viñoly Barreto i Mario Soffici, i cap als 1980 Horacio Maldonado i Gustavo Cova. A Mèxic, d'altra banda, el cinema de terror hi ha estat molt fructífer. S'hi ha vist la formació de nous subgèneres, com pel·lícules de por amb lluitadors. Els anys trenta presenten obres de la mà de Ramon Peon o Mauricio Magdaleno. Cap als 1950 i 1960 destaquen Chano Urueta, Alfonso Corona Blake, René Cardona, Federico Curiel, Gilberto Martínez Solares o Rafael Baledón.
Carlos Enrique Taboada inicia els setanta del segle XX amb molt bones collites tot i que també hi haurà altres directors com ara Arturo Ripstein, Federico Curiel o Alfredo B. Crevenna. Els 1990 s'estanquen a nivell del cinema de terror també a Amèrica Llatina, per reprendre amb força durant els 2000 i 2010.

## Cerimònies de premis i crítica

### Festivals
Països francòfons:
- Festival Internacional del Film Fantàstic i de Ciència-Ficció de París
- Festival Internacional del Film Fantàstic d'Avoriaz
- Festival Internacional del Film Fantàstic de Brussel·les
- Festival Internacional del Film Fantàstic d'Estrasburg
- Fantasia a Montreal

Països Catalans:
- Festival Internacional de Cinema Fantàstic de Catalunya

Itàlia:
- Fantafestival

Portugal:
- Fantasporto

Països Baixos:
- Festival Internacional del Cinema Fantàstic d'Amsterdam

Suïssa:
- Festival Internacional del Cinema Fantàstic de Neuchatel

Amèrica del Nord:
- Screamfest Horror Film Festival de Los Angeles
- Toronto After Dark Film Festival
- Austin Fantastic Fest

Amèrica Llatina:
- Buenos Aires Rojo Sangre

### Revistes
França:
- L'Écran fantastique
- Mad Movies

Estats Units:
- Famous Monsters of Filmland
- Cinefantasqiue
- Fangoria

## L'impacte social de les pel·lícules de terror

### El marxandatge del terror
Les pel·lícules de terror són un gran generador de negoci. Principalment a Halloween. Es tracta d'una festa pagana que originàriament permetia als celtes celebrar el nou any. El cristianisme la incorpora al segle XIè amb el llegat romà instaurat l'any 613 per celebrar els Tots Sants. És, però, a la dècada dels 1960 que la festa de Halloween pren la forma com la coneixem avui. Als Estats Units la pràctica del paga o plora pren molta força, encara que ja es practicava a Irlanda. És d'aquest país on surt el folkorisme associat a donar voltes per les cases del venïnat i demanar-hi bonbons. Tanmateix, és d'aquest paga o plora que les pel·lícules de terror treuen el seu més gran profit econòmic.
Els nens, principalment, es disfressen per anar de casa en casa i demanar-hi llaminadures. És el cas ideal per tal de lluir la millor disfressa. La competència es posa en marxa i tothom mira de ser d'allò més original, terrorífic i cridaner.
Cada nova pel·lícula de terror amb èxit eixordador, les disfresses dels personatges dolents s'esgoten a les botigues d'arreu el món. Així mateix els palassos assassins, el psicòpata amb màscara, la mort representada a Scary Movie, Freddy Krueger, Chucky, els Gremlins, els vampirs, els fantasmes, els àliens, Beetlejuice, Saw, la Família Adams o Cruela de Divl són alguns imprescindibles. Generen igualment molts diners els gaviners, les serres, els ullals, la sang falsa, el maquillatge, les mans sense cos, els esquelets, les roses de color negre, etc, són alguns dels exemples d'objectes i material que s'extreu de les pel·lícules de terror per a enlluernar tots els Halloweens.

#### L'art dels cartells pintats
A la dècada dels 1970 la indústria del cinema desenvolupa amb tots els recursos disponibles els millors cartells publicitaris per a atreure la població. La rivalitat en el cinema de terror és la causa que sigui en aquest gènere que s'expressi millor la publicitat d'època.
Els cartells de cine eren abans de veure's projectats en pantalles a l'entrada dels cinemes, com avui, pintats i, abans dels 1970, escenificats. En efecte, abans de la dècada dels setanta, cada sala de cinema tenia el dret a promoure les pel·lícules amb tot llibertat i arran d'això les sales de cinema presentaven a la seva entrada vitrines amb ninots disfressats dels personatges que s'exhibien aleshores. És a partir dels 1970 que hi ha una tendència a la normativització i totes les sales de cinema es veuen obligades a proposar el mateix cartell, pintat, segons un manual enviat des de les distribuïdores mateixes.
El cinema de terror es torna un gènere predilecte per generar fascinació. La Hammer inverteix molts diners a presentar els millors cartells publicitaris. Aquesta pràctica torna l'exhibició de cartells un tipus d'art més. L'elaboració segons el manual l'havia de fer un pintor. Les sales de cinema en contractaven un o dos. Havien de resguir cada línia del manual, prèviament elaborat per un equip d'experts en màrqueting.
La mida, el contingut i la manera en com es feia publicitat ja no és la mateixa. El treball de titans que comportava l'exposició de la publicitat de cada pel·lícula que hi havia a la cartellera ha donat peu a exposicions a Europa. S'hi fa pedagogia sobre unes societats que tenien una manera diferent d'abordar el cinema.

#### Els parcs d'atraccions
Una altra de les fórmules amb què la indústria del cinema de terror ha exercit influència és als parcs d'atraccions. Itinerants o fixes, el terror és recurrent a les fires. Cases encantades, amb o sense cotxets elèctrics, se situen al vell mig de la fira per tal d'incentivar el públic a viure la mateixa experiència que han palpat a les butaques prèviament.
Alguns parcs d'atracció de gran portada com ara Port Aventura als Països Catalans exploten el gènere a cada Halloween amb entrades especials i atraccions úniques que juguen amb els personatges del cinema de terror. De mica en mica aquesta mena d'atraccions s'ha anat traslladant i avui existeixen companyies especialitzades en la fabricació de cases o túnels de terror per a l'ocasió.

### L'ús polític del terror
El terror és generador d'imatges. Més que cap altra pel·lícula més, probablement rivalitzaria amb la ciència-ficció, el cinema de terror construeix imatges. El pallasso assassí, la nina encantada, el psicòpata de la màscara, etc. Tot això són figures creades pel terror.
Políticament aquest ampli ventall de personatges, situacions i fins i tot hi trobarem objectes, permet crear un imaginari col·lectiu. Els Estats Units són en aquest àmbit el país que bat rècord en exportació d'uns codis del terror. Això dona molt avantatge acultura poblacions d'altres indrets del món.
D'aquesta forma els vampirs, la nina encantada, l'home llop, la bruixa o el psicòpata són personatges que formen part del codi del terror a Occident. A l'Àsia el codi del terror el formaria Kutxisake Onna, persones sense ulls, fantasmes amb el cos de buda, esperits transformats en flames de foc blaves, l'Ubume, padrines geperudes, el Nigawarai, etc.
L'ús d'aquests codis de terror són útils en pel·lícules de propaganda. Les primeres pel·lícules de terror que sortien dels Estats Units mostraven dolents de color negre. A l'entre-guerres les pel·lícules de terror feien dels vampirs l'Imperi alemany a Europa.

### Consum de pel·lícules de terror
El consum per part de xiquets menors de 8 o 10 anys no és recomanable perquè implica mantindre la tensió de manera tan llarga que bloqueja la capacitat crítica mentre que el consum és recomanable per als adolescents perquè pot contribuir al seu desenvolupament afectiu.

#### Els vídeojocs
Les pel·lícules de terror han disparat la fantasia dels productors de videojocs. El cinema de zombis, especialment, ha pres una gran rellevància i avui s'ha tornat un subgènere més dels videojocs. Això s'explica per la capacitat del cinema de terror a produir imatges.
La primera vegada que s'introdueixen personatges de les pel·lícules de terror als vídeojocs fa ser a la dècada dels anys 1990 amb Resident Evil. El fenomen va permetre llançar tota una gamma de marxandatge que inclou les versions per a vídeojocs d'ordinador. La pel·lícula ha tingut dret a saga i, per aquest motiu també, el públic gamer ha pogut apreciar l'evolució mateixa dels vídeojocs a través de la seva protagonista.

#### La televisió

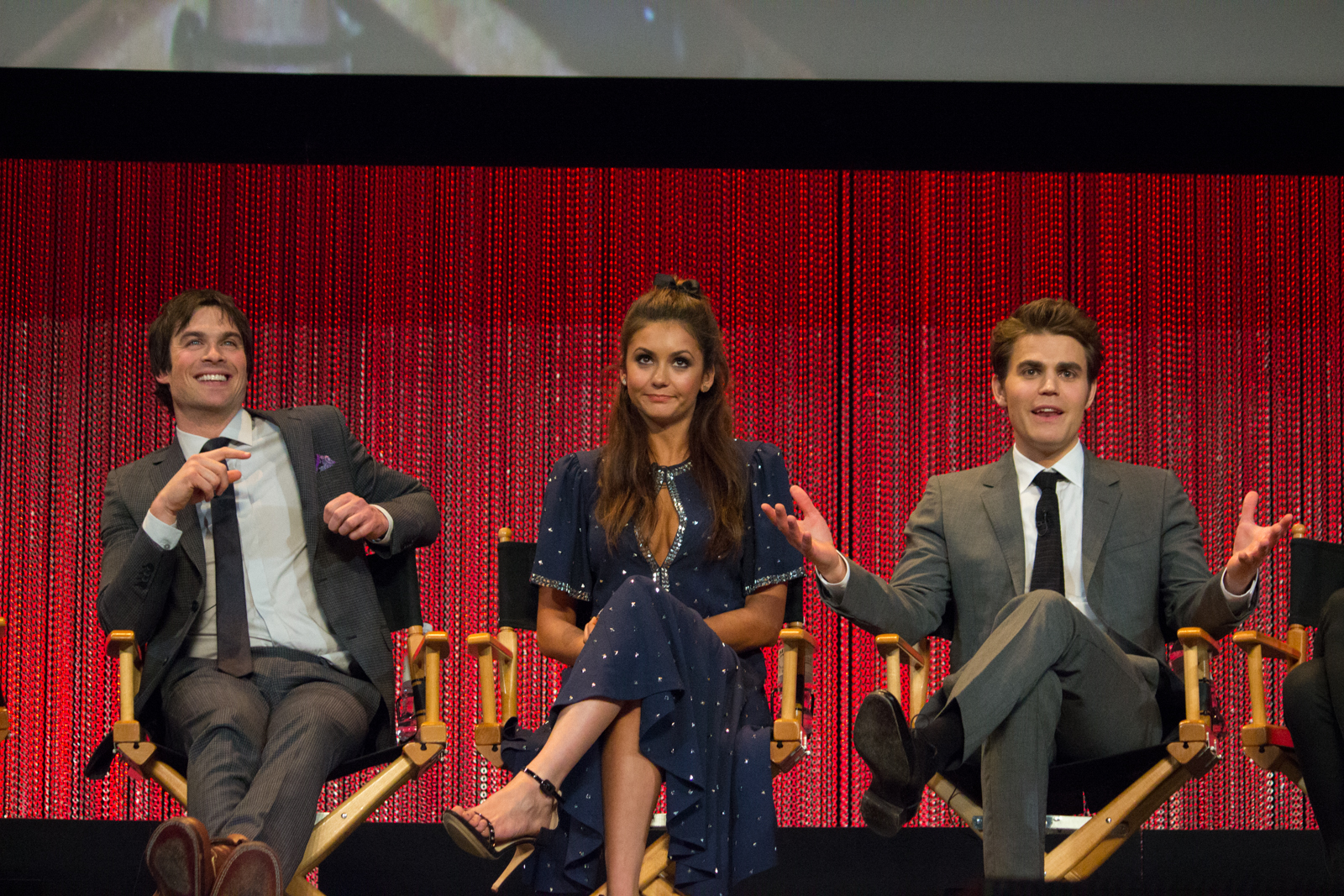
Protagonistes de Diari de Vampirs, traduïda al català

La influència que exerceix el terror a la televisió ha estat notable durant la història. La petita pantalla s'ha inspirat més del cinema que aquesta de la televisió. Si més no això és verídic per a les sèries de televisió produïdes durant els Anys Daurats. Una prova d'això mateix és Alfred Hitchcook Presents o La quarta dimensió. Però, generalment, són sèries que es destanquen més aviat per la ciència-ficció, de cops barrejada amb terror. L'espai és aleshores part de la propaganda que el bloc capitalista vol contra el bloc comunista. Exemple d'això The Invaders (1967) o Land of the Giants (1968). Mostra igualment d'una societat que es fa gran preguntes. Sobre la Guerra Freda, el racisme o l'emancipació femenina. Cal remarcar com s'estrena Embruixada esdevé la primera trama en què la bruixa no és dolenta, sinó bona. Hi ha lloc fins i tot per estrenar sèries de terror per a nens petits com ara Scobydo.
A partir de la dècada dels 1980 la televisió produeix el seu propi model de terror. Aquí és on innova amb canvis de rol. Els Caça-fantasmes es tornen tendència durant els 1980, estrenant la seva pròpia pel·lícula i el seu propi marxandatge. Així la sèrie ha tingut dret als seus Playmobil. Els noranta, però, tornen al terror de comèdia, amb canvis de rols. Sabrina és la renovació d'Embruixada mentre que Buffy i Charmed proposen bruixes bones, tot i que sense comèdia. El costat bo de les bruixes i els fantasmes s'encarna en pel·lícules de terror destinades únicament al públic pre-adolescent, adolescent o infantil. Així mateix Scobydo o Casper fan apujar les xifres del balanç final dels guanys i pèrdues de les televisions en aquesta dècada.
Els 2000 ja no beuen del cinema, sinó que és la gran pantalla qui treu les idees de la televisió. En efecte, l'estrena de The Walking Dead, per primer cop al 3XL a la Península ibèrica, posa de moda l'onada de pel·lícules survival a la gran pantalla, fet que dona espai als videojocs. El món dels vídeojocs s'inspira notablement del cinema de terror. La saga d'Els Sims proposa gairebé a cada nova entrega vampirs, fantasmes i altres personatges terrorífics per tal d'enlluernar el públic amb vides virtuals. Però és Resient Evil qui estrena de forma gairebé definitiva la tendència cap als videojocs de terror.
Això mentre la televisió s'inspira de les pel·lícules paranormals per a estrenar un gran èxit d'audiències, Supernatural, que ha de compaginar les franges horàries nocturnes amb les sèries i pel·lícules dedicades als vampirs. Efectivament, l'estrena de Crepuscle, renova el gènere dels vampir amb canvi de rols. El vampir es torna el bo de la pel·lícula. És seductor, certament, però batalla per l'amor d'una jove, contra l'home llop. La virilitat contra la manca de testosterona hetero-normativa. Moltes pel·lícules de terror sobre vampirs canvien el gènere. S'hi veuren trames de vampirs homosexuals.
La televisió és amb tot això desbancada degut a les plataformes de streaming dels 2010. Netflix, Filmin, Rakuten o Amazon estrenen les seves pròpies ficcions. Scream, Sweet Home o Black Summer en són exemples. El Japó estrena en aquesta dècada pel·lícules anime de terror. Una innovació que es trasllada a les plataformes de streaming amb sèries com ara Highschool of Dead.
De manera general, totes les dècades compreses, Hollywood mira d'adaptar algunes de les seves pel·lícules a la televisió per tal de no perdre públic i incentivar la població a anar a veure films a les sales de cinema.

#### La música
L'estrena del videoclip de Michael Jackson a la dècada dels anys 1980 Thriler ha generat l'impacte més notable i visible del cinema del terror a la indústria musical. Es presenta com un videoclip i curt metratge al mateix temps. Jackson es transforma en vampir i inquieta el venïnatge. Una jove noia es presta a cridar per tornar-ho tot molt més esfereïdor. Comença la música i Jackson posa de moda el ball del cadàver.
Aquesta imatge va ser impactant per a l'època i va revolucionar la carta de presentació dels artsites. En efecte, amb Michael Jackson estrena l'era dels videoclips, que vol dir també que el terror ha estat el generador d'una nova indústria com són les televisions dedicades les 24 hores del dia a la música.
D'ençà que cada dècada es responsabilitza de renovar aquest llegat. Per exemple, els Backstreet Boys assalten durant els 1990 el planeta sencer amb una reconstrucció de Thriler de Michael Jackson a Everybody. Una dècada després és Lady Gaga l'encarregada de renovar el gènere amb Bad Romance. Una dècada més, i l'Ed Sheeran es deixa seduir pel terror amb Bad Habits.

### La censura
El gènere del terror és des de ben inicialment un blanc privilegiat de la censura. Als Estatss Units el codi Hays va ser aplicat al principi dels 1930 fins a l'any 1966 per tal d'instaurar uns valors volguts morals i prohibir prohibir l'escenificació prolongada d'actes violents com ara matances o maltractaments. No debades, només les grans productores el respectaven, les pel·lícules independents com ara Orgia sanglant (1963) se la saltaven. En constatar la ineficàcia de la Llei, la Moation Picture Association of America elabora l'any 1968 un sistema de classificació dels films amb quatre graus per tal de normativitzar allò permès. Encara avui els graus no s'han alterat. A fi d'evitar la classificació X, nombroses productores de pel·lícules de terror practiquen l'autocensura.
A Europa, França i Itàlia tingueren durant la dècada dels 1970 i 1980 comitès de censura relativament indulgents, però al Regne Unit, la British Board of Film Classification és força més estricta, sobretot en matèria de violència. Moltes pel·lícules de terror són etiquetades per a menors de 18 anys, o es prohibeixen tot plenament per refús d'atorgar-hi un certificat. Els films que pateixen aquesta prohibició, designats com a vídeos nasties, són objecte de processos judicials amb què s'ha aconseguit vendre i batre rècords.
La censura ha sofert cert retrocés, sobretot als països occidentals, d'ençà els 1990.